# 蟠龍路駅
座標: 北緯31度11分22.4秒 東経121度16分29.5秒 / 北緯31.189556度 東経121.274861度
蟠龍路駅（ばんりゅうろえき）は中華人民共和国上海市青浦区に位置する上海地下鉄17号線の駅である。

## 駅構造
島式ホーム1面2線の地下駅。

## 歴史
- 2017年12月30日 - 開業。

## 隣の駅
上海軌道交通
■17号線
国家会展中心駅 - 蟠龍路駅 - 徐盈路駅